# Măldăeni (gmina)
Măldăeni – gmina w Rumunii, w okręgu Teleorman. Obejmuje tylko jedną miejscowość Măldăeni. W 2011 roku liczyła 4092 mieszkańców. 